# Kulturelle Symbolisierung
Das kleine Buch Kulturelle Symbolisierung (KS) ist eine zuerst 1927 unter dem Originaltitel Symbolism. Its Meaning and Effect erschienene Schrift des britischen Philosophen und Mathematikers Alfred North Whitehead (1861–1947). Es hat seinen Ursprung in drei Vorlesungen, die Whitehead im April 1927 als Barbour-Page Lectures an der University of Virginia gehalten hatte. Das Werk ist der Spätphilosophie Whiteheads zuzurechnen, die ihre volle Ausformulierung in den Schriften Prozess und Realität sowie Abenteuer der Ideen gefunden hat. Thematisch ist Kulturelle Symbolisierung eine Auseinandersetzung mit der Frage nach der Bedeutung von Symbolen für das menschliche Denken und Handeln sowie die Ausarbeitung einer Theorie der Wahrnehmung, die sich kritisch mit der traditionellen Philosophie des Empirismus und des Idealismus auseinandersetzt.

## Einordnung in das Gesamtwerk
Kulturelle Symbolisierung entstand als ein weiterer Schritt in der Entwicklung der prozessphilosophischen Metaphysik Whiteheads nach Wissenschaft und Moderne Welt (1925) und Wie entsteht Religion? sowie kurz bevor er 1927/28 seine Gifford Lectures hielt, die er als sein philosophisches Hauptwerk in Prozess und Realität veröffentlichte. Es ist unklar, ob Kulturelle Symbolisierung eine Vorstudie zu Prozess und Realität ist oder eine gesonderte Ausarbeitung von Materialien, die Whitehead im Hinblick auf die Gifford Lectures vorbereitet hatte. Grundlage der Arbeit sind in jedem Fall Gedanken, die sich bereits in seinen naturphilosophischen Schriften der frühen 1920er Jahre finden. Vor allem hatte Whitehead das Thema bereits in dem Aufsatz Uniformity and Contingency behandelt, der auf einem Vortrag vor der Aristotelian Society im Jahr 1922 basiert und in dem er sich kritisch mit der Auffassung David Humes und seines eigenen Schülers Russell zum Induktionsproblem auseinandersetzte. Wesentliche Überlegungen aus Kulturelle Symbolisierung, vor allem aus der Theorie der Wahrnehmung, hat Whitehead nach Prozess und Realität übernommen. Die kulturphilosophisch relevanten Betrachtungen zur Bedeutung von Symbolen in der Gesellschaft hat Whitehead erst später wieder in dem Buch Abenteuer der Ideen (1933) aufgenommen.

## Inhalt

### Begriffliche Grundlagen
Zu Beginn entwickelte Whitehead die begrifflichen Grundlagen seines Konzepts der Symbolisierung in der menschlichen Wahrnehmung. Den Hintergrund bildet seine Vorstellung, dass alles Wirkliche in der Welt aus einer Vielzahl von miteinander verwobenen und aufeinander einwirkenden Prozessen besteht, deren Grundelemente bis hinunter zu den subatomaren Teilchen reichen. In diesem Sinne ist die Welt nicht aus Dingen oder Materie aufgebaut, sondern aus mikroskopischen Elementarereignissen, die werden und vergehen. Die Wahrnehmung des Menschen findet hingegen auf einer makroskopischen Ebene statt, in der die Elementarereignisse bereits zu Zusammenhängen verdichtet sind. Wenn der Mensch von Dingen spricht, handelt es sich bereits um Abstraktionen. Vor allem kritisierte Whitehead, dass die Vorstellung von isolierbaren Dingen und Substanzen statisch ist. Die wirkliche Welt ist hingegen eine fortlaufende Entwicklung von Elementarprozessen, die aus den gerade vergangenen Ereignissen hervorgehen und hierdurch in einem ständigen Bezug aufeinander stehen.

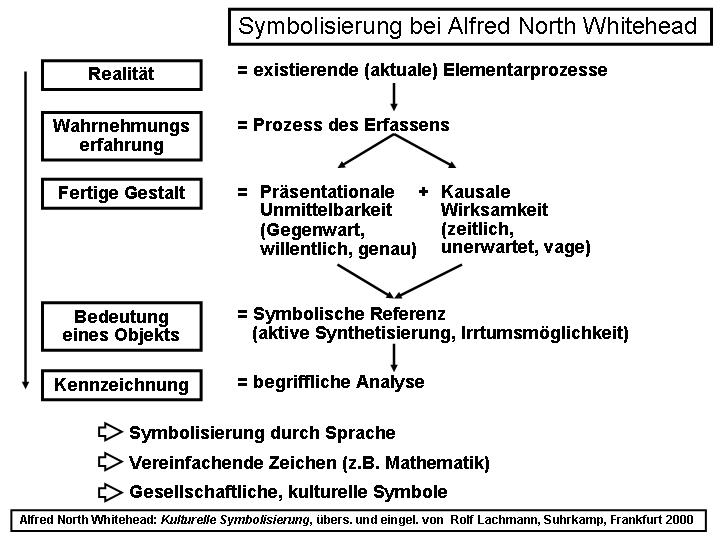
Grundbegriffe der Theorie der Symbolisierung bei Alfred North Whitehead

Die Realität wird dem Menschen und anderen Lebewesen durch Wahrnehmungserfahrungen vermittelt, zu denen vor allem höher entwickelte Organismen fähig sind. In diesen Erfahrungen formen sich Gestalten, die für den Menschen ein ursprüngliches Symbol darstellen, das er erst im Prozess der Wahrnehmung mit einer Bedeutung belegt, in die seine Emotionen und bisherigen Vorstellungen eingehen. So ist ein Stuhl zunächst nichts mehr als eine farbige Form, deren Funktion erst im wahrnehmenden Erfassen abgeleitet wird. Eine höhere, für den Menschen aber unverzichtbare Ebene der Symbolisierung ist die Sprache, in der die Bedeutung der Erfahrung gekennzeichnet wird. Noch eine Ebene darüber liegen die Symbole, die im gesellschaftlichen Zusammenleben eine Bedeutung haben. Hierzu zählen Orden und Ehrenzeichen, bestimmte formalisierte Handlungen oder auch die Architektur, wie z. B. monumentale Kirchenbauten. Weil Symbole aus der Wahrnehmung abgeleitet sind, sind sie grundsätzlich fehlbar. Whitehead vertrat einen konsequenten Fallibilismus. Der Irrtum im menschlichen Denken liegt nicht in der unmittelbaren Wahrnehmungserfahrung, sondern in der interpretierenden Symbolisierung.
Auf der Grundlage der einführenden Überlegungen formulierte Whitehead eine formale Definition der Symbolisierung:
„Der menschliche Geist arbeitet symbolisch, wenn einige Komponenten seiner Erfahrung Bewußtsein, Annahmen, Emotionen und Verwendungsweisen bezüglich anderer Komponenten seiner Erfahrung hervorrufen. Die erste Menge von Komponenten sind die Symbole, und die letztere Menge bilden die Bedeutung der Symbole. Das organische Funktionieren, aufgrund dessen ein Übergang vom Symbol zur Bedeutung stattfindet, wird als symbolische Referenz bezeichnet.“ (KS 67-68)
Alle menschlichen Symbolisierungen bestehen in dieser Verkettung der symbolischen Referenz, die auf Wahrnehmungserfahrungen beruht und durch die Natur des Wahrnehmenden als aktives synthetisches Element erzeugt wird. „Ein aktuales Ereignis entsteht als Zusammenbringen verschiedener Wahrnehmungen, verschiedener Gefühle, verschiedener Absichten und verschiedener anderer Aktivitäten, die aus jenen primären Wahrnehmungen hervorgehen, in einen realen Zusammenhang.“ (KS 68) Die Rede über den aktiven Beitrag einer aktualen Entität enthält die Vorstellung, dass diese sich selbst erzeugt. Diese Vorstellung der Fähigkeit zu einer aus sich selbst heraus entstehenden inneren Aktivität ist Grundlage für die Zuschreibung von moralischer Verantwortung.
Zwischen Symbol und Bedeutung besteht eine Beziehung, die nicht eindeutig ist. Oftmals repräsentiert ein geschriebenes Wort ein gesprochenes Wort. So kann ein bestimmtes Wort in der lateinischen Schrift oder in Stenografie verschriftlicht werden. Es kann aber sein, dass ein geschriebenes Wort eine eigenständige, unmittelbare Bedeutung hat. Man denke hier an die chinesische Schrift, die in verschiedenen Sprachen die gleiche Bedeutung hat. Symbolisiert das Wort Baum den Baum in der Natur oder umgekehrt? Üblicherweise ist das erstere der Fall. Whitehead weist darauf hin, dass dem entgegen aber auch ein bestimmter Gegenstand eine sprachliche Bedeutung erzeugen kann, wie etwa der Baum dem Dichter die Vorstellung seiner Poesie vermitteln kann. Die Erforschung des Verhaltens eines Tieres ist notwendig, um den Begriff des Tieres mit Bedeutung zu füllen. Was Bedeutung und was Symbol ist, hängt somit „von den besonderen Konstitutionen des Erfahrungsaktes ab.“ (KS 72)

### Präsentationale Unmittelbarkeit
Whitehead unterschied im Prozess des Erfassens der Realität zwei voneinander nicht unabhängige Modi der Wahrnehmungserfahrung. Den ersten Modus nannte er „Präsentationale Unmittelbarkeit“ (presentational immediacy). „Dieser Typ ist die Erfahrung der unmittelbaren Welt um uns herum, einer Welt, die durch die direkten Zustände wichtiger Teile unseres Körpers mit bestimmten Sinnesdaten ausgestattet wird. […] Für den Menschen ist dieser Erfahrungstyp sehr lebendig und besonders genau in seiner Zurschaustellung der räumlichen Regionen und Beziehungen innerhalb der gegenwärtigen Welt.“ (KS 73)
Im Modus der präsentationalen Unmittelbarkeit erfasst das Subjekt ein (prozessuales) Objekt, wie es ist. Dieses Objekt hat eine bestimmte Gestalt und hiervon nicht abtrennbare Eigenschaften. Solche Eigenschaften existieren als reine Möglichkeiten, kommen in der Wirklichkeit aber nur unablösbar vom betrachteten Objekt vor. Eine weiße Wand ist in der Wahrnehmungserfahrung nicht eine Wand und zudem weiß, sondern immer als Ganzes eine weiße Wand. „Wir nehmen nicht entkörperte Farbe oder entkörperte Ausdehnung wahr. Vielmehr nehmen wir die Farbe und die Ausgedehntheit der Wand wahr. Die Erfahrungstatsache ist Farbe dahinten auf der Wand für uns.“ (KS 74/75)
Präsentationale Unmittelbarkeit ist ein gegenwärtiger Moment, in dem die Eigenschaften eines Objektes eines gleichzeitig Wahrnehmenden bedürfen, um die Eigenschaften zu sein, die sie in der Wahrnehmung sind. Die Eigenschaften sind eine Relation zwischen zwei gleichzeitigen und damit voneinander unabhängigen Ereignissen. Dabei ist Bewusstsein nicht Voraussetzung der Wahrnehmungserfahrung. Vielmehr wird eine bestimmte Wahrnehmungserfahrung bewusst, wenn sie eine gewisse Aufmerksamkeit erhält.
Neben dem Modus der „präsentationalen Unmittelbarkeit“ beschreibt Whitehead den Wahrnehmungsmodus der „kausalen Wirksamkeit“ (s. u.) Beide sind voneinander abhängig und liefern gemeinsam die Informationen, die in der „symbolischen Referenz“ verarbeitet werden. „Das Ergebnis der symbolischen Referenz ist, was die aktuale Welt für uns ist: dasjenige Gegebene in unserer Erfahrung, das Gefühle, Emotionen, Befriedigungen und Aktionen produziert und das, wenn unser Denken in Form der begrifflichen Analyse hinzukommt, schließlich das Thema des bewußten Wissens ist.“ (KS 78) Weil die symbolische Referenz eine synthetische Weise der Interpretation von Informationen der Wahrnehmung ist, liegen darin die Ursachen der Irrtümer.
In der präsentationalen Unmittelbarkeit, der von der Zeit abgelösten „Sinnes-Wahrnehmung […] zeigt sich die Welt als eine Gemeinschaft aktualer Dinge, die in demselben Sinn aktual sind, wie wir selbst es sind.“ (KS 80/81) Das Erfasste hat bestimmte Qualitäten, die sich aus der Relation zwischen Wahrnehmendem und Wahrgenommenem nach einem räumlichen Schema ergeben, und über die man nur reden kann, wenn man von beiden abstrahiert. Wahrnehmung ist ein Übergang von einem dort zu einem hier, denn „die durch die räumlichen Relationen hergestellten Perspektiven der Sinnesdaten sind die spezifischen Relationen, durch die die äußeren gleichzeitigen Dinge in diesem Ausmaß Teil unserer Erfahrung sind.“ (KS 81/82) Die Wahrnehmung im Modus der präsentationalen Unmittelbarkeit geschieht immer aus der Perspektive des wahrnehmenden Organismus. 
Mit dieser Charakterisierung stimmt Whitehead mit dem Konzept der Intentionalität bei Husserl überein. Das Gegebene wird niemals durch eine Wahrnehmung vollständig erfasst, sondern als Abstraktion in der für den wahrnehmenden Organismus relevanten Weise und in einer von diesem bestimmten Intensität. „Abstraktion ist der Interaktionsmodus der Natur und nicht lediglich geistiger Art. Denken folgt, wenn es abstrahiert, der Natur – oder besser gesagt: es zeigt sich selbst als ein Teil der Natur.“ (KS 85) In der Wahrnehmung wird das wahrgenommene Ereignis in die Einheit der Erfahrung aufgenommen, es wird „objektiviert“. Jeder Moment der Objektivierung ist das Ergebnis seiner Geschichte: „Der Mensch-in-einem-Moment konzentriert in sich selbst die Farbe seiner eigenen Vergangenheit, und er ist ihr Ergebnis.“ (KS 86)
Whitehead bezog sich auf Santayanas Widerlegung des Skeptizismus Humes in Scepticism and Animal Faith und betonte seinen Realismus als „Position einer direkten Erfahrung der äußeren Welt“. (KS 87) Zusammenfassend stellte er fest:
„Wenn man eine solche direkte individuelle Erfahrung konsequent vertritt, wird man in der philosophischen Konstruktion dahin geführt, die Welt als ein Wechselspiel funktionaler Aktivität zu begreifen, aufgrund deren jedes konkrete individuelle Ding aus seiner bestimmten Bezogenheit zur verwirklichten Welt anderer konkreter Individuen entsteht, zumindest in dem Umfang, in dem die Welt vergangen und festgelegt ist.“ (KS 88)

### Kausale Wirksamkeit
Der zweite Modus der Wahrnehmung, die „kausale Wirksamkeit“, ist nach Auffassung Whiteheads in der Philosophiegeschichte meist übersehen, zumindest vernachlässigt worden. Um dieses aufzuzeigen, setzte er sich kritisch mit Hume und Kant auseinander. Seine eigene Konzeption kann man am ehesten mit der von Leibniz vergleichen, der zwischen der klaren und selbstbewussten „Apperzeption“ und der dunklen, unscharfen und vagen „Perzeption“ unterschied. Ähnlich ist auch bei Whitehead die Wahrnehmung in der Form der kausalen Wirksamkeit unerwartet und vage, aber „interessant“, weil sie durch ein Werden bestimmt ist.
Whiteheads Kritik knüpft an der nach seiner Auffassung der Erfahrung widersprechenden Zeitvorstellung bei Hume und Kant und ihren Schulen an. Für Hume ist Kausalität nicht beobachtbar, sondern nur eine Gewohnheit der Beobachtung immer wieder aufeinander folgender Ereignisse. Bei Kant ist Kausalität eine Denkform, eine a priori im Verstand gegebene Kategorie. „Wenn entweder Hume oder Kant eine angemessene Konzeption des Status der kausalen Wirksamkeit geben, so müßte daraus folgen, daß unsere bewußte Auffassung kausaler Wirksamkeit in einem gewissen Umfang von der Lebhaftigkeit des Denkens  oder von der Lebhaftigkeit der rein anschaulichen Unterscheidung der Sinnesdaten in dem betreffenden Moment abhängt.“ (KS 99) Das widerspricht aber der Erfahrung. Grund für diese falsche Beschreibung der Wahrnehmung ist für Whitehead die aus seiner Sicht „naive“ Auffassung der Zeit als einer einfachen linearen Folge von unabhängigen Ereignissen. In der Wirklichkeit stehen die Ereignisse vielmehr in einem Prozess des Übergangs von Zustand zu Zustand, „wobei der spätere Zustand eine Konformität mit dem vorangegangenen Zustand aufweist.“ (KS 94) Die Vorstellung einer reinen Sukzession und einer abgeschlossenen unverbundenen Vergangenheit ist für Whitehead eine unzulässige Abstraktion. Jeder Akt der Vergangenheit wirkt auf die ihm nachfolgenden Akte, die so mit ihm verbunden sind.
„Wir müssen die unmittelbare Gegenwart in ihrer Beziehung zur unmittelbaren Vergangenheit betrachten. Hier wird die überwältigende Konformation der sich in gegenwärtiger Aktion realisierenden Tatsache an die vorhergehende abgeschlossene Tatsache gefunden.“ (KS 100) Wahrnehmung im Modus der kausalen Wirksamkeit ist nicht auf höhere Organismen beschränkt. Sie liegt auch bei der Blume vor, die sich nach der Sonne neigt. „Das primitive Element in unserer äußeren Erfahrung ist die Wahrnehmung der Konformation an Realitäten in der Umgebung. Wir passen uns an unsere körperlichen Organe und an die vage Welt, die jenseits ihrer liegt, an.“ (KS 102) Die kausale Wirksamkeit ist eng mit Emotionen verbunden, die die willentliche, im Bewusstsein vorhandene, auf die eigene Perspektive gerichtete präsentationale Unmittelbarkeit in den Hintergrund drängen. „Zorn, Haß, Furcht, panische Angst, Attraktion, Liebe, Hunger, Eifer, intensiver Genuß sind Gefühle und Emotionen, die engstens mit dem primitiven Funktionieren des „Zurückziehens von“ und des „Ausdehnens hin zu“ verbunden sind.“ (KS 104) Hierin kommt das in der Erfahrung stets vorhandene Empfinden, dass das Gegenwärtige unauflösbar in die Vergangenheit eingebunden ist, zum Ausdruck. Im modernen philosophischen Denken, so Whitehead, schlägt sich diese Einsicht im Pragmatismus nieder. Der von diesen Philosophen betonte Aspekt der Nützlichkeit ist bestimmt durch das Prinzip der Konformation. (KS 105)
Setzt man die Wahrnehmungsmodi in Beziehung, dominiert zunächst die kausale Wirksamkeit, während die präsentationale Unmittelbarkeit erst allmählich an Bedeutung gewinnt. Beide Formen überschneiden sich jedoch und haben einen gemeinsamen Einfluss auf die symbolische Referenz, in der sie verschmelzen. Neben den Sinnesdaten spielt für beide Modi der Wahrnehmung die Einbindung in das raumzeitliche System des wahrnehmenden Organismus eine wesentliche Rolle.
„Die Projektion unserer Sinneseindrücke ist nichts anderes als die Illustration der Welt in partiellem Einklang mit dem systematischen raum-zeitlichen Schema, an das sich diese Reaktionen anpassen.“ (KS 117)

### Gesellschaftliche Funktion von Symbolen
Symbolisierungen dienen der Orientierung in der Welt. Die Bedeutung der Symbole unterliegt im Laufe der Zeit einem Wandel. Dabei können einmal geschaffene Symbole dem Fortschritt im Wege stehen. Zudem haben Symbolisierungen die Tendenz des Wildwuchses. „Ein kontinuierlicher Prozeß des Beschneidens und des Anpassens an eine Zukunft, die immer neuer Formen des Ausdrucks bedarf, ist in jeder Gesellschaft eine notwendige  Aufgabe.“ (KS 120) Aber das Bestehen und neu Entstehen von Symbolisierungen ist unvermeidlich.
Auch im gesellschaftlichen Zusammenhang hat die Sprache als Träger von Symbolen eine besondere Funktion. Sprache dient nicht nur der Information, dem Austausch von Bedeutungen, sondern prägt auch durch ihre eigene Symbolik kulturelle Identitäten. Whitehead verwies auf das von ihm selbst erlebte Beispiel der Differenzen in der Sprache zwischen England und Amerika.
Die Beharrungskraft der Symbole dient der Stabilisierung der Gesellschaft. Hieran scheitert oftmals auch die Vernunft, die Whitehead in diesem Zusammenhang mit der Gravitationskraft als der schwächsten der natürlichen Kräfte verglich. (KS 128) „Tatsächlich ruft das Symbol Loyalitäten zu vage vorgestellten Ideen hervor, die für unsere geistigen Naturen grundlegend sind. Das Ergebnis ist, daß unsere Naturen erregt werden, alle antagonistischen Impulse zu suspendieren, damit das Symbol die erforderliche Reaktion im Handeln herbeiführt.“ (KS 133)
Symbolisches Handeln grenzt sich von instinktivem Handeln oder Reflexhandeln dadurch ab, dass es nicht allein an der kausalen Wirksamkeit orientiert ist, die die Instinkte dominiert, sondern auch auf die präsentationale Unmittelbarkeit als Grundlage des analytischen Reflektierens zurückgreift. „Keine elaborierte Gemeinschaft elaborierter Organismen könnte existieren, wenn nicht ihre Symbolsysteme im allgemeinen erfolgreich wären.“ (KS 145/146) Für den Erfolg ist aber entscheidend, dass eine Gesellschaft in der Lage ist, ihr Symbolsystem den jeweils neuen Bedingungen anzupassen.

## Rezeption
Die Schrift Kulturelle Symbolisierung hat in der Folge nur wenig Beachtung gefunden. Dies hat vorrangig zwei Gründe: Zum einen handelt es sich nur um eine überblickartige Darstellung, die für eine weitere Berücksichtigung in Theorien der Semiotik kaum Ansatzpunkte bietet. Zum anderen hat Whitehead seine Wahrnehmungstheorie in dem wesentlich bedeutenderen Werk Prozess und Realität nur wenig später erneut dargelegt, sodass sich die Rezeption auf diese Schrift konzentriert. Eine unmittelbare Wirkung hat Whitehead auf Susanne K. Langer ausgeübt, die als seine Schülerin ihre ersten symboltheoretischen Schriften verfasste.
Da Whitehead in Kulturelle Symbolisierung noch nicht die strenge begriffliche Systematik aus Prozess und Realität verwendete, die Prozessphilosophie jedoch im Hintergrund der Betrachtungen immer mitschwingt, ist diese relativ kleine Schrift als Einführung zu Whiteheads Philosophie gut geeignet. In der deutschen Ausgabe (2000) hilft zusätzlich die ausführliche Einführung des Übersetzers.

## Ausgaben
- Symbolism, Its Meaning and Effect. [Macmillan, New York 1927] Fordham University Press, New York 1985 (online).
- Kulturelle Symbolisierung. übersetzt und eingeleitet von Rolf Lachmann, Suhrkamp, Frankfurt 2000.